# Браун, Кимми
Ки́мми Бра́ун (англ. Kimmie Brown) — шотландская кёрлингистка.
В составе женской команды Шотландии участница двух чемпионатов мира среди женщин (лучший результат — седьмое место в 1989). Двукратная чемпионка Шотландии среди женщин.
Играла на позиции второго.

## Достижения
- Чемпионат Шотландии по кёрлингу среди женщин: золото (1988, 1989).

## Команды
| Сезон   | Четвёртый       | Третий         | Второй      | Первый       | Турниры                      |
| ------- | --------------- | -------------- | ----------- | ------------ | ---------------------------- |
| 1987—88 | Кристин Эллисон | Маргарет Скотт | Кимми Браун | Шина Драмми  | ЧШЖ 1988 · ЧМ 1988 (9 место) |
| 1988—89 | Кристин Эллисон | Маргарет Скотт | Кимми Браун | Кэрол Доусон | ЧШЖ 1989 · ЧМ 1989 (7 место) |

(скипы выделены полужирным шрифтом)